# Wröhmännerpark
Der Wröhmännerpark (bis 1964: Wröhmännerplatz) ist eine seit den 1910er Jahren existierende Parkanlage im Berliner Ortsteil Spandau des gleichnamigen Bezirks.

## Geschichte und Namensgebung
Er ist die älteste Parkanlage in Spandau und wurde 1913/1914 unter dem Namen Wröhmännerplatz im Zuge der Sozialreformen als Naherholungsgebiet für die an Grünflächen arme Spandauer Neustadt, in der vor allem kinderreiche Arbeiterfamilien wohnten, geschaffen. Zuvor befanden sich an dieser Stelle Mitte des 19. Jahrhunderts ein städtischer Hafen und ein Lagerplatz. Dieser wurde 1875 mit Sand der abgetragenen Schülerberge auf der ehemaligen Wiese der Wröhmänner aufgeschüttet. Direkt an der Oberhavel gelegen, bildet diese somit auch die östliche Begrenzung des Parks. Bereits 1894 ließ der Spandauer Verschönerungsverein einen Grünstreifen westlich an der Neuendorfer Straße anlegen.
Seinen Namen trägt der Park nach den mittelalterlichen Wröhmännern. Hierbei handelte es sich um Ackerbürger, die sich zu einer Wröhe zusammengeschlossen hatten. Eine Wröhe war eine freiwillige Gerichtsbarkeit, in der die in ihr Vereinigten ihre Feldbestellungs- und Flur-Streitigkeiten selbstständig regelten. Die Gegend wurde als deren einstige Versammlungsstätte angesehen.
Es ist nicht überliefert, welcher Landschaftsarchitekt den Entwurf für den Park lieferte. Er wurde mit typischen Elementen des Jugendstils großzügig gestaltet und mit aufwändigen Bauelementen, üppiger Bepflanzung, Holzbänken und Kandelabern ausgestattet. Der damalige Zeitgeschmack spiegelte sich in der gesamten Anlage wider. Dominierend waren ein von Balustraden aus Kalksandstein gerahmtes Plateau mit einem davorliegenden zungenförmigen, von reichhaltiger Vegetation umgebenen Wasserbecken, in dem Goldfische schwammen. Im Ganzen zeigte sich die Anlage reich mit Ziergehölzen, Rosen, Hecken und Baumgruppen ausgestattet. Da hier die ersten Großbaumverpflanzungen in Spandau durchgeführt und mit viel Mühe gestandene Kastanienbäume hierher versetzt worden waren, vermittelte der Baumbestand von Beginn an das Bild eines ausgereiften Wandelparks. Von diesen gut angewachsenen Exemplaren erfreuen einige noch immer als stattlicher Altbaumbestand die Besucher. Im ehemaligen Hafenbecken befand sich ein Verleih für Ruderboote, die zu Ausflügen auf die Oberhavel einluden. Bis etwa 1944 taten Parkwächter ihren Dienst, was vor allem Beschädigungen der Anpflanzungen vermied.
Der Zweite Weltkrieg hinterließ im Park keine großen Schäden, allerdings wurde die nördlich gelegene Flussbadeanstalt bei den großen Luftangriffen 1945 teilweise zerstört. Entgegen anderslautenden Angaben wurde die Parkfläche nicht zum Abladen von Trümmerschutt der umliegenden Ruinen genutzt. Dazu diente eine Freifläche – im Volksmund Feuerwehrplatz genannt – an der Friedrichstraße (etwa im Bereich des Falkenseer Platzes). Allerdings verwahrloste der Park durch mangelnde Pflege in den Notjahren nach dem Krieg zunehmend. Im Rahmen eines Notstandsprogramms wurde er sodann in den 1950er und 1960er Jahren nach den damaligen Gestaltungsvorstellungen neu angelegt und zudem nach Norden um das Gelände der gänzlich beseitigten Flussbadeanstalt erweitert. Mit diesen Umgestaltungsmaßnahmen war die einstige Pracht zunächst verloren. Die Verbindung des ehemaligen Gondelhafens zur Havel wurde zugeschüttet und das Becken zu einem Seerosenteich umfunktioniert. Auch erfolgte die Umsetzung des 1939 im Park aufgestellten Brieftaubenehrenmals in die Nähe des einstigen Standorts des Heeresbrieftaubenamtes an der späteren Falkenseer Chaussee. Im Jahr 1964 kam es zur sachgemäßen Umbenennung von Wröhmännerplatz in Wröhmännerpark.

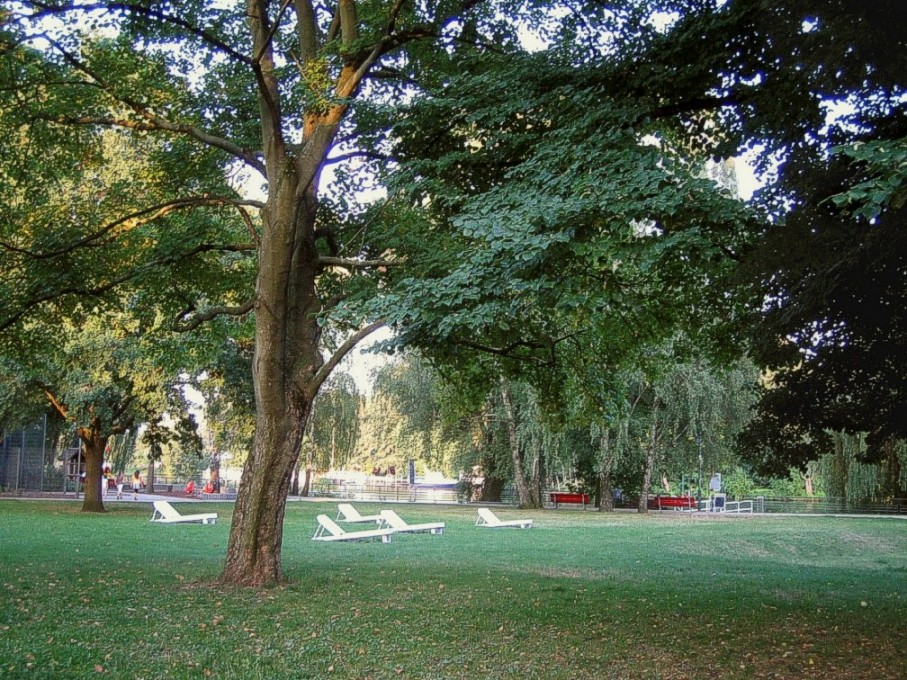
Liegewiese

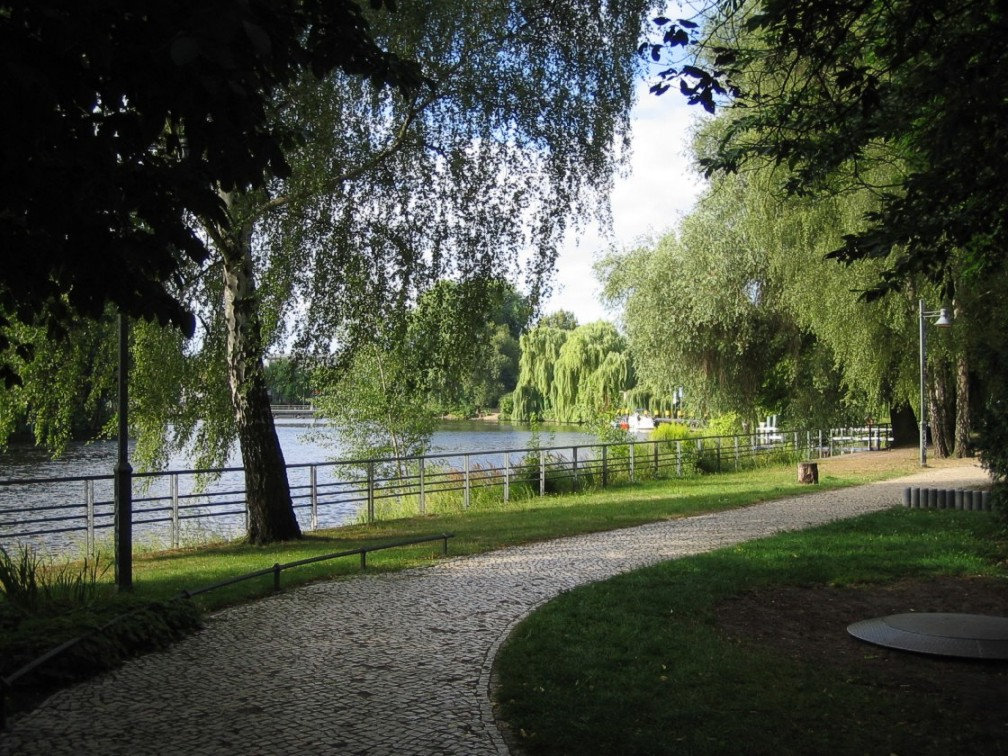
Uferweg

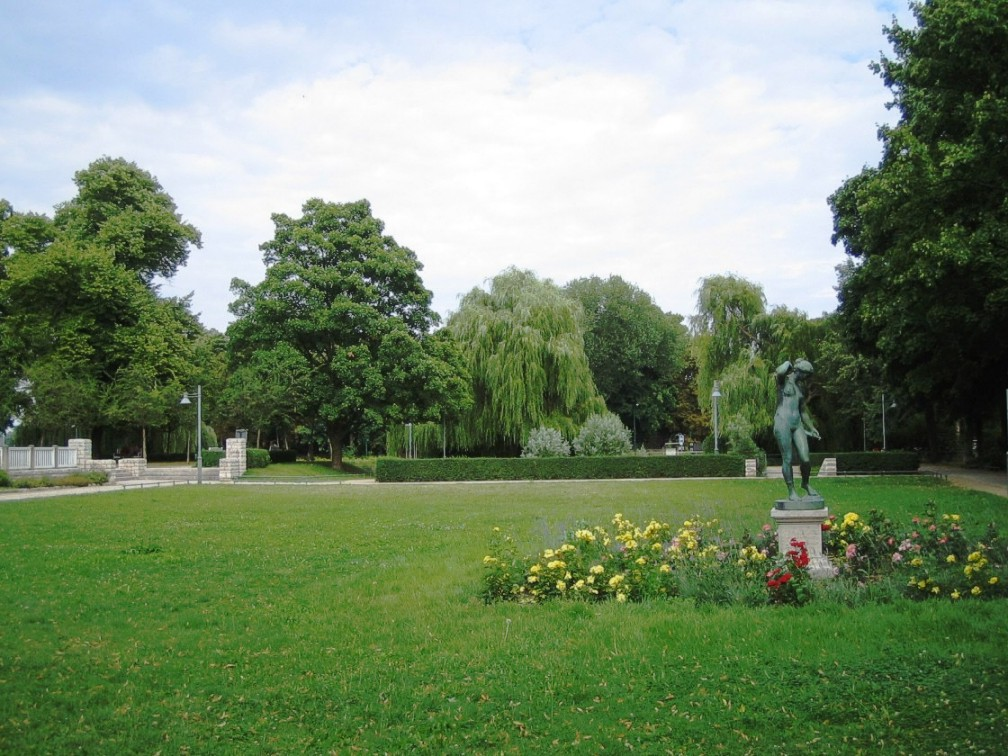
Teilansicht mit Statue der Diana

Da die Anlagen verwilderten und die Wege uneben wurden, war eine Sanierung notwendig geworden, die von 1991 bis 1998 erfolgte. Dazu legte der Landschaftsarchitekt Lothar Knorr, Mitarbeiter des Naturschutz- und Grünflächenamtes Spandau, 1988 ein Konzept zur Umgestaltung vor, dem gemäß der Altbaumbestand – soweit möglich – als gestaltprägendes Element erhalten und die historische Parkgliederung (Plateau, Hafenbecken und Wegeoval) wieder hergestellt werden sollte. So wurde im Westen unterhalb des Plateaus zur Neuendorfer Straße hin die Einfassung des einstigen Wasserbeckens rekonstruiert, ein Brunnen jedoch nicht wieder in Betrieb genommen, sondern die zungenförmige Anlage mit einer leicht abgesenkten Rasenfläche versehen. An der Neuendorfer Straße kam es auf dem Bereich einer ehemaligen Tankstelle zu einer kleinen Parkerweiterung um eine Pergolenanlage mit Zierpflanzungen und Bänken. Im nördlichen Bereich wurde eine Liegewiese geschaffen, auf der in den Sommermonaten weiß gestrichene hölzerne Liegestühle bereitstehen. Durch Wiederherstellung des Hafenbeckens sollte der Wasserbereich stärker in den Park eingebunden und damit auch der Erholungswert der Grünanlage wesentlich gesteigert werden. Somit wurden 1996/1997 die baufälligen Reste des ehemaligen Hafens erneuert und der abgelagerte Schlamm entfernt. Auf Wiederherstellung der Verbindung zur Havel und ein Wiederbeleben des Bootsverleihs ist verzichtet worden, um die Schifffahrt kurz vor der Spandauer Schleuse nicht zu behindern. Das Hafenbecken ist daher über eine Rohrleitung mit der Havel verbunden.
Durch Parkerweiterungen im Rahmen der Umgestaltungsmaßnahmen erstreckt er sich nun über eine Fläche von rund 3 Hektar. In südlicher Richtung wird er heute in einem Grünstreifen entlang der Havel bis zum Mühlengraben, dem ehemaligen Festungsgraben der Altstadt Spandau, fortgesetzt. Am dortigen Oranienburger Tor entstand in den Gebäuden der ehemaligen Garnisonswaschanstalt ein Erlebnis-Restaurant, das Brauhaus Spandau, in dem Besucher unter anderem dem Brauvorgang zusehen können.
Im Jahr 2015 ließ das Bezirksamt den Kinderspielplatz im Park restaurieren.

## Beschreibung
An der Havel liegt auch die Schiffsanlegestelle Hafenplatz, von wo aus Ausflugsdampfer vor allem auf die Oberhavelseen, unter anderem in Richtung Tegel, starten. Von der Anlegestelle eröffnet sich der Blick auf die jenseits der Havel liegende Zitadelle Spandau.
Beachtenswert ist ferner die 1910 von Reinhold Felderhoff (1865–1919) geschaffene vergrößerte Replik der Originalbronzefigur der Diana, Göttin der Jagd. Diese Bronzeskulptur wurde im Jahr 1927 im Kleinen Lustgarten in Elbing aufgestellt. Elbing gehört seit 1945 zu Polen und die dortigen Stadtväter haben im Jahr 2019 einen Antrag auf Rückgabe der während der deutschen Besatzung gestohlenen Skulptur (Raubkunst) gestellt. Im Spandauer Park sollte dann eine Kopie aufgestellt werden, deren Guss etwa 100.000 Euro kosten sollte.
Die Replik wurde 1963 hier aufgestellt und gilt als eine der wenigen Überbleibsel der Parkgestaltung der 1960er Jahre.
Im neuen südlichen Parkteil steht ein über eine Brücke zu erreichender hölzerner Pavillon.
Im Mai 2004 gründete sich eine Bürgerinitiative, deren Ziel die Erhaltung und Reinhaltung des Parks ist. Diesem Zweck dienen die regelmäßigen, ehrenamtlichen Arbeitseinsätze an den Wochenenden und die konstruktive Zusammenarbeit mit Grünflächenamt, Ordnungsamt und Polizei. Im Mai 2008, also nach vier Jahren erfolgreicher Arbeit, wurde der Bürgerinitiative die Auszeichnung Spandauer des Monats verliehen.
Die Bushaltestelle Wröhmännerpark wird von alteingesessenen Spandauern noch immer „Hafenplatz“ genannt. Dabei bezieht sich dieser Name nicht auf den anstelle der ehemaligen Hafenanlage angelegten Park, sondern auf den nach diesem Hafen benannten Platz, der 1961 mit der Neuanlage der Neuendorfer Straße in diese aufgegangen war.